# 小行星6273
小行星6273（英語：6273 Kiruna）是一颗围绕太阳公转的小行星。1992年3月1日，UESAC在拉西拉天文台发现了此天体。
这颗小行星的绝对星等为273.02935等。